# حوار مع صديقي الملحد
حوار مع صديقي الملحد كتاب من تأليف الفيلسوف والطبيب مصطفى محمود، صدر سنة 1986، يرد فيه على أسئلة لملحدين عن الدين الإسلامي، وعن تساؤلات مادية قد يطرحها العقل البشري في فترة ما.
الكتاب يصف محاورة فكرية بين الدكتور مصطفى محمود وصديق خيالي ملحد، يطرح الأسئلة الإلحادية المعروفة مثل: «هل الله موجود؟» و«من خلق الله؟» ويقوم مصطفى محمود بالإجابة العلمية بشكل منطقي على العديد من هذه الأسئلة.

## من مقاطع الكتاب
قال لي ساخرا:
-أنتم تقولون: ان الله موجود، وعمدة براهينكم هو قانون "السببية" الذى ينص على أن لكل صنعة صانعا ولكل خلق خالقاً ولكل وجود موجدا، والنسيج يدل على النساج والرسم على الرسام والنقش على النقاش والكون بهذا المنطق أبلغ دليل على الاله القدير الذى خلقه.
صدقنا وآمنا بهذا الخالق، ألا يحق لنا بنفس المنطق أن نسأل: ومن خلق الخالق؟ من خلق الله الذى تحدثوننا عنه؟ ألا تقودنا نفس استدلالاتكم إلى هذا؟ وتبعا لنفس قانون السببية، ما رأيكم في هذا المطب دام فضلكم؟ ونحن نقول له: سؤالك فاسد، ولا مطب ولا حاجة فأنت تسلم بأن الله خالق ثم تقول من خلقه؟! فتجعل منه خالقا ومخلوقا في نفس الجملة وهذا تناقض، والوجه الآخر لفساد السؤال أنك تتصور خضوع الخالق لقوانين مخلوقاته، فالسببية قانوننا نحن أبناء الزمان والمكان.

## وصلات خارجية
- آراء القراء حول كتاب حوار مع صديقي الملحد على موقع أبجد
- حوار مع صديقي الملحد على موقع GoodReads
- حوار مع صديقي الملحد كتاب صوتي